# Yellow Book

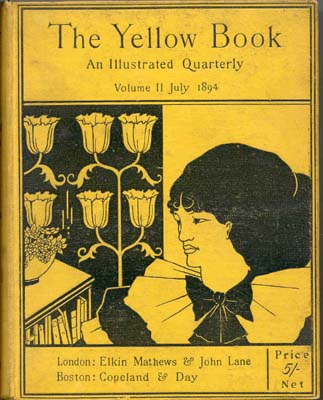
A Yellow Book 2. számának borítója (borítógrafika: Aubrey Beardsley)

A Yellow Book egy angol irodalmi folyóirat, amely a nevét adta a „Yellow 1890s”-hez, vagy más néven a „sárga kilencvenes évek”-nek, s mint ilyen a dekadencia vezető sajtóorgánumai közé tartozott, ami az intézményesült esztétikai, morális és társadalmi normák ellenében hozta létre a maga alternatív művészi világát. A kezdetekben Elkin Mathews és John Lane közösen szerkesztette 1894-től 1897-ig, majd később Lane egymaga vitte tovább a feladatot.
Nemcsak irodalomnak, de képzőművészetnek is teret biztosított: a kiadványt Aubrey Beardsley grafikái díszítették.
Egy oda-vissza ható folyamatként jelentős inspirációforrást szolgáltatott a szecesszió alkotóművészeinek, így például Gustav Klimtnek. A lap az Oscar Wilde által is képviselt szélsőséges dekadenciát propagálta, és Wilde meghurcoltatásával maga is ellehetetlenült.

## A lap jellemzői
Kiadója üzleti kezdeményezésnek indította a sajtóterméket nagy profit reményében. A lehetőség mögött az a felismerés állt, hogy nagyobb tömegigény lenne egy, az újfajta művészetet reklámozó lapra, aminek a kis példányszámú, szűk körű érdeklődést kielégítő sajtótermékek addig nem tettek eleget
A kiadvány közkedvelt kérdéseit a házasság jövőjével, az ún. Zola-témával, az új-hedonizmussal foglalkozó írások jelentették.
Mindent egybevetve az újmódi élet- és művészideált egy-egy ismert ember szimbolizálta, legfőképp a festő Whistler és az író Wilde. A modern nőt Mary Wollstonecraft testesítette meg a lapban és az életben, aki a dandy-típusának volt a női megfelelője. Lane gondosan vigyázott arra, hogy apránként szoktassa az olvasóközönséget a furcsa, szokásostól eltérő eszmékhez, de azért ne váljon annyira extrémmé, hogy elveszítse őket. A lap sok reklámot tartalmazott, és támogatta a nőírókat, a korízlésnek eleget téve már nem közölt teljes regényeket, még folytatásokban sem, inkább rövid verseket, tartalmukban mértékletes, de szórakoztató esszéket és szellemes novellákat. A történetek visszatérő főhőse rendszerint a meg nem értett művész volt, aki eleve bukásra ítéltetett.
A Wilde-per alkalmával a The Yellow Book maga sem tudta elkerülni a kompromittálódást, bár a per alatt már feltűnően mellőzte Wilde írásainak közzétételét, saját maga tisztázása közben ellentmondásokba bonyolódott: apránként elveszítette önazonosságát, hitelességét és olvasótáborát, s mindössze két évvel sikerült túlélnie a Wilde-pert.
A The Yellow Book összeomlását követően a tiszavirág-életű, angol-francia The Savoy vált a dekadencia fórumává.

### Más angol „dekadens” lapok
- The Dome – tárgya az épület és lakáskultusz, a tárgy szépségének ötvözése a funkcióval
- Pagan Review – különlegessége, hogy majdnem az összes benne szereplő írás egyetlen személytől származik, aki különböző írói álnevek alatt alkotott
- The Century Guild Hobby Horse – a cím a gondolat és a művészi szabadság jogát volt hivatott kifejezni, „a hobby-lovakról (vagyis vesszőparipákról, ahogy magyarul helyesen emlegetjük) nem nyitunk vitát.”[3][4] Alkotói: Arthur Heygate Mackmurdo, aki eredetileg építész volt (1851-1942) és Herbert Percy Horne (1864-1916). A kifejezetten dekadens témák nem voltak annyira meghatározóak, mint a fentieknél csak programjuk egy szeletét képezte, s ez az arány is fokozatosan csökkent, míg a két művész nézeteltéréseik miatt nem folytatta a közös munkát. A lap neve is megváltozott (Hobby Horse-ra).
- The Artist and Journal of Home Culture című elsősorban festőknek szánt folyóirat főszerkesztője Charles Kains Jackson. A lap arról volt híres, hogy erőteljes homoszexuális propagandát folytatott, a női nem, és a férfi-női viszony csaknem teljes körű alsóbbrendűségének hangoztatásával.[1] Az angolok közül Walter Pater, Burne-Jones, Wilde, Moore, Eugene Lee-Hamilton, Beardsley voltak munkatársai a lapnak különböző szinteken (pl. Beardsley illusztrációkat készített stb). A szecessziós mesterkéltséget jellemezte a lapban leközölt lista, amely divatos színeket és ajánl a művészek számára: többek között zöld szegfűt, kék rózsát és abszint árnyalatot. 1894 után végképp a homoszexualitás népszerűsítése uralkodott el a lapban, ami döbbenetes volta ellenére sem volt képes megtartani az olvasótáborát, előfizetői megcsappantak s megszűnéséhez vezetett.